# 阿爾斯塔海于格
阿爾斯塔海于格（挪威語：Alstahaug）是挪威的一個市镇，位於諾爾蘭郡。區政中心位於維格蘭，總面积為317 平方公里，2010年人口總計為4,661人，人口密度為15人/平方公里。